# Retrat imaginari de l'Esperanceta Trinquis
Retrat imaginari de l'Esperanceta Trinquis és un oli sobre taula fet per Armand Cardona Torrandell el 1967 i que es conserva, des de l'octubre de 2011, a la biblioteca que duu el seu nom de Vilanova i la Geltrú.

## Descripció
L'Esperanceta Trinquis és un dels personatges de Ronda de mort a Sinera, de Salvador Espriu; per a la qual l'Armand Cardona creà diverses escenografies l'any 1965, 1970 i 1975, totes elles dirigides pel seu amic Ricard Salvat.
La Trinquis era una captaire alcoholitzada que vivia en una cova als afores de Sinera i sovint patia la crueltat dels més joves que l'apedregaven. Protagonista de molts fragments d'Espriu, esdevé paradigma de la trista condició humana. Com Espriu, Cardona també se sentia captivat per aquest personatge que representà en diverses ocasions.

## Mides del quadre
És un quadre de grans dimensions, amb 181 cm de llargada per 128 d'amplada.